# Anthurium quipuscoae
Anthurium quipuscoae är en kallaväxtart som beskrevs av Thomas Bernard Croat. Anthurium quipuscoae ingår i släktet Anthurium och familjen kallaväxter. Inga underarter finns listade.